# Brachymyrmex constrictus
Brachymyrmex constrictus é uma espécie de inseto do gênero Brachymyrmex, pertencente à família Formicidae.